# Ronde van Italië 2016/Zeventiende etappe
De zeventiende etappe van de Ronde van Italië 2016 werd gereden op 25 mei 2016 van Molveno naar Cassano d'Adda. Deze etappe was 196 kilometer lang.

## Verloop
Vlak na de start ontsnapt een trio: Daniel Oss, Pavel Broett en Eugert Zhupa. Op zes kilometer van de meet worden ze ingerekend. Onder meer Lars Bak probeert nog weg te geraken. Uiteindelijk blijft alleen Roger Kluge uit de klauwen van een sprintend peloton.

## Uitslag
| Molveno - Cassano d'Adda (196 km) |                      |                             |          |
| Plaats                            | Naam                 | Ploeg                       |          |
| Winnaar                           | Roger Kluge          | IAM Cycling                 | 4u31'29" |
| 2                                 | Giacomo Nizzolo      | Trek-Segafredo              | z.t.     |
| 3                                 | Nikias Arndt         | Team Giant-Alpecin          | z.t.     |
| 4                                 | Sacha Modolo         | Lampre-Merida               | z.t.     |
| 5                                 | Matteo Trentin       | Etixx-Quick Step            | z.t.     |
| 6                                 | Aleksandr Porsev     | Team Katjoesja              | z.t.     |
| 7                                 | Pim Ligthart         | Lotto Soudal                | z.t.     |
| 8                                 | Ramūnas Navardauskas | Cannondale Pro Cycling Team | z.t.     |
| 9                                 | Manuel Belletti      | Wilier Triestina-Southeast  | z.t.     |
| 10                                | Paolo Simion         | Bardiani CSF                | z.t.     |
| 11                                | Sean De Bie          | Lotto Soudal                | z.t.     |
| 12                                | Kristian Sbaragli    | Dimension Data              | z.t.     |
| 13                                | Eduard-Michael Grosu | Nippo-Vini Fantini          | z.t.     |
| 14                                | Łukasz Wiśniowski    | Etixx-Quick Step            | z.t.     |
| 15                                | Heinrich Haussler    | IAM Cycling                 | z.t.     |

## Klassementen
| Algemeen klassement |                     |                    |           |
| Plaats              | Naam                | Ploeg              | Tijd      |
| Roze trui           | Steven Kruijswijk   | Team LottoNL-Jumbo | 68u11'39" |
| 2                   | Esteban Chaves      | Orica GreenEDGE    | + 3'00"   |
| 3                   | Alejandro Valverde  | Movistar Team      | + 3'23"   |
| 4                   | Vincenzo Nibali     | Astana Pro Team    | + 4'43"   |
| 5                   | Ilnoer Zakarin      | Team Katjoesja     | + 4'50"   |
| 6                   | Rafał Majka         | Tinkoff            | + 5'34"   |
| 7                   | Bob Jungels         | Etixx-Quick Step   | + 7'57"   |
| 8                   | Andrey Amador       | Movistar Team      | + 8'53"   |
| 9                   | Domenico Pozzovivo  | AG2R La Mondiale   | + 10'05"  |
| 10                  | Kanstantsin Siwtsow | Dimension Data     | + 11'03"  |
|                     |                     |                    |           |
| 19                  | Maxime Monfort      | Lotto Soudal       | + 30'26"  |

| Puntenklassement |                 |                  |        |
| Plaats           | Naam            | Ploeg            | Punten |
| Rode trui        | Giacomo Nizzolo | Trek-Segafredo   | 150    |
| 2                | Diego Ulissi    | Lampre-Merida    | 137    |
| 3                | Daniel Oss      | BMC Racing Team  | 123    |
| 4                | Matteo Trentin  | Etixx-Quick Step | 93     |
| 5                | Sacha Modolo    | Lampre-Merida    | 84     |

| Bergklassement |                    |                    |        |
| Plaats         | Naam               | Ploeg              | Punten |
| Blauwe trui    | Damiano Cunego     | Nippo-Vini Fantini | 134    |
| 2              | Stefan Denifl      | IAM Cycling        | 72     |
| 3              | Darwin Atapuma     | BMC Racing Team    | 69     |
| 4              | Giovanni Visconti  | Movistar Team      | 61     |
| 5              | David López García | Team Sky           | 54     |

| Jongerenklassement |                 |                             |           |
| Plaats             | Naam            | Ploeg                       | Tijd      |
| Witte trui         | Bob Jungels     | Etixx-Quick Step            | 68u19'36" |
| 2                  | Sebastián Henao | Team Sky                    | + 14'17"  |
| 3                  | Davide Formolo  | Cannondale Pro Cycling Team | + 34'38"  |
| 4                  | Valerio Conti   | Lampre-Merida               | + 53'40"  |
| 5                  | Joe Dombrowski  | Cannondale Pro Cycling Team | +1u03'57" |

| Ploegenklassement (tijd) |                             |            |
| Plaats                   | Ploeg                       | Tijd       |
| 1                        | Astana Pro Team             | 205u05'14" |
| 2                        | Movistar Team               | + 7'46"    |
| 3                        | AG2R La Mondiale            | + 23'23"   |
| 4                        | Cannondale Pro Cycling Team | + 24'54"   |
| 5                        | Team Sky                    | + 39'44"   |

## Opgaves
- Luka Mezgec (Orica GreenEDGE)

1e etappe ·
2e etappe ·
3e etappe ·
4e etappe ·
5e etappe ·
6e etappe ·
7e etappe ·
8e etappe ·
9e etappe ·
10e etappe ·
11e etappe ·
12e etappe ·
13e etappe ·
14e etappe ·
15e etappe ·
16e etappe ·
17e etappe ·
18e etappe ·
19e etappe ·
20e etappe ·
21e etappe
Startlijst · Eindstanden · Afbeeldingen